# Trirhabda geminata
Trirhabda geminata är en skalbaggsart som beskrevs av Horn 1893. Trirhabda geminata ingår i släktet Trirhabda och familjen bladbaggar. Inga underarter finns listade i Catalogue of Life.